# رود توکاچی
رود توکاچی (به لاتین: Tokachi River) یک رود در ژاپن است که در Hokkaido Prefecture واقع شده‌است.